# 대구해안초등학교
대구해안초등학교는 대한민국 대구광역시 동구 부동에 있는 공립 초등학교다.

## 연혁
- 1925년 11월 8일 설립인가
- 1926년 5월 1일 달성군 해안공립보통학교(4년제) 개교(검사동 583-1)
- 1938년 4월 1일 해안공립심상소학교로 명칭 변경[1]
- 1941년 4월 1일 해안공립국민학교로 명칭 변경[2]
- 1945년 10월 1일 동촌국민학교 신설 분립
- 1949년 10월 30일 해서국민학교 신설 분립
- 1958년 1월 1일 대구시로 편입[3]
- 1961년 10월 13일 현 위치로 이전
- 1987년 1월 30일 병설유치원 설립 인가
- 1991년 12월 15일 교사 개축
- 1996년 3월 1일 대구해안초등학교로 명칭 변경[4]
- 2016년 5월 2일 스마트 협력학습실 구축
- 2016년 3월 1일 제39대 천민필 교장 부임
- 2016년 4월 29일 도서실 하브루타, 알고리즘, 협력학습 코너 신설
- 2020년 2월 6일 제91회 졸업식
- 2020년 3월 1일 제40대 박정식 교장 부임
- 2021년 2월 10일 제92회 졸업식

## 학교 상징
- 교화 - 백일홍(배롱나무) : 지구력, 정력, 화합
- 교목 - 향나무 : 인내, 끈기, 절제

## 참고 자료
- 대구해안초등학교 - 한국교육학술정보원 학교알리미